# Keddies
Keddies was een kleine warenhuisketen in Essex, Engeland, met zijn vlaggenschipwinkel op een toplocatie in Southend High Street (oorspronkelijk The Broadway genoemd). Het bedrijf had een nationale reputatie. Zo werd het erkend in The Fashion Handbook en verscheen op de zijkant van een Matchbox-model 17C-bus. Keddies sloot op 26 februari 1996 zijn deuren na het faillissement.

## Geschiedenis
George James Keddie werd in maart 1855 geboren in Hintlesham in Suffolk. Op zijn zestiende verhuisde hij naar Auchtermuchty in Schotland om als leerling te werken in de stoffenwinkel van zijn oom, John Keddie. In 1879 keerde hij terug naar Suffolk en trouwde met Laura Fletcher. In 1881 werkte Keddie als stoffenhandelaar in Braintree in Essex. Een jaar later opende hij een stoffenwinkel op High Street 144-146 in Southend. De winkel breidde zich uit door de aankoop van naburige winkels en werd een volwaardig warenhuis, waar van alles werd verkocht, van goedkope artikelen tot meer extravagante goederen. Midden 1906 publiceerde The Record foto's van wat zij beschouwde als de beste Britse etalages en Keddies werd regelmatig genoemd. Dit omvatte een mechanische etalage ontworpen door Arthur Maitland Keddie, die in 1908 werd bechreven in het Amerikaanse tijdschrift Style. Arthur Maitland Keddie won vervolgens verschillende prijzen voor zijn etalages,  waaronder de eerste prijs van het tijdschrift The Review voor de best versierde en meest originele etalage ter wereld en schreef in 1912 het boek Window Dressing for Beginners, dat door de stoffenhandel als een handleiding werd beschouwd. Tijdens de Eerste Wereldoorlog organiseerde Arthur Maitland Keddie dagtochten voor gewonde soldaten van het Queen Mary Naval Hospital naar Thundersley en Runwell. 
In 1921 overleed George James Keddie op 65-jarige leeftijd en liet de zaak na aan zijn drie zonen, Arthur Maitland Fletcher Keddie, Frederick Wallace Keddie en George Douglas Fletcher Keddie.  De zaak werd door de broers uitgebreid en ze openden stoffenwinkels in London Road in Hadleigh (op de hoek met Rectory Road, gesloten in 1946/47);  Market Hill in Coggeshall (verkocht in 1928) en op The Broadway in Leigh-on-Sea (op de hoek met Oakleigh Park Drive). De zaak floreerde in de jaren 1920, ondanks de concurrentie van J.F. Dixons, Brightwells en Thomas Brothers. Met dit succes werd de hoofdvestiging in 1934 volledig herbouwd en uitgebreid, met een indrukwekkende voorgevel die de hoofdvestiging van Selfridges in Oxford Street, Londen, imiteerde.  Mensen namen de trein vanuit het oosten van Londen om bij Keddies te winkelen. In 1948 werd Keddies een van de oprichters van de Associated Independent Stores inkoopgroep.  

## Uitbreiding
Keddies bleef groeien onder David en Peter Keddie, en in 1960 kochten ze een verlaten bioscoop, de Essoldo, die zich achter hun winkel bevond en openden ze de eerste supermarkt van Southend, die ook een van de eerste discounters in het Verenigd Koninkrijk was, Supa-Save. De nieuwe winkel had 15 gangpaden en een oppervlakte van 1400 m², en op de eerste zaterdag na de opening moesten ze al na een kwartier weer sluiten vanwege de grote drukte.  Via Supa-Save daagde Keddies de status quo in de detailhandel uit en speelde een belangrijke rol bij de uiteindelijke afschaffing van de prijsbinding, ondanks juridische en wettelijke tegenstand. Na een aantal gerechtelijke bevelen, rechtszaken en het bundelen van krachten met andere detailhandelaren werd de prijsbinding uiteindelijk in 1964 afgeschaft.

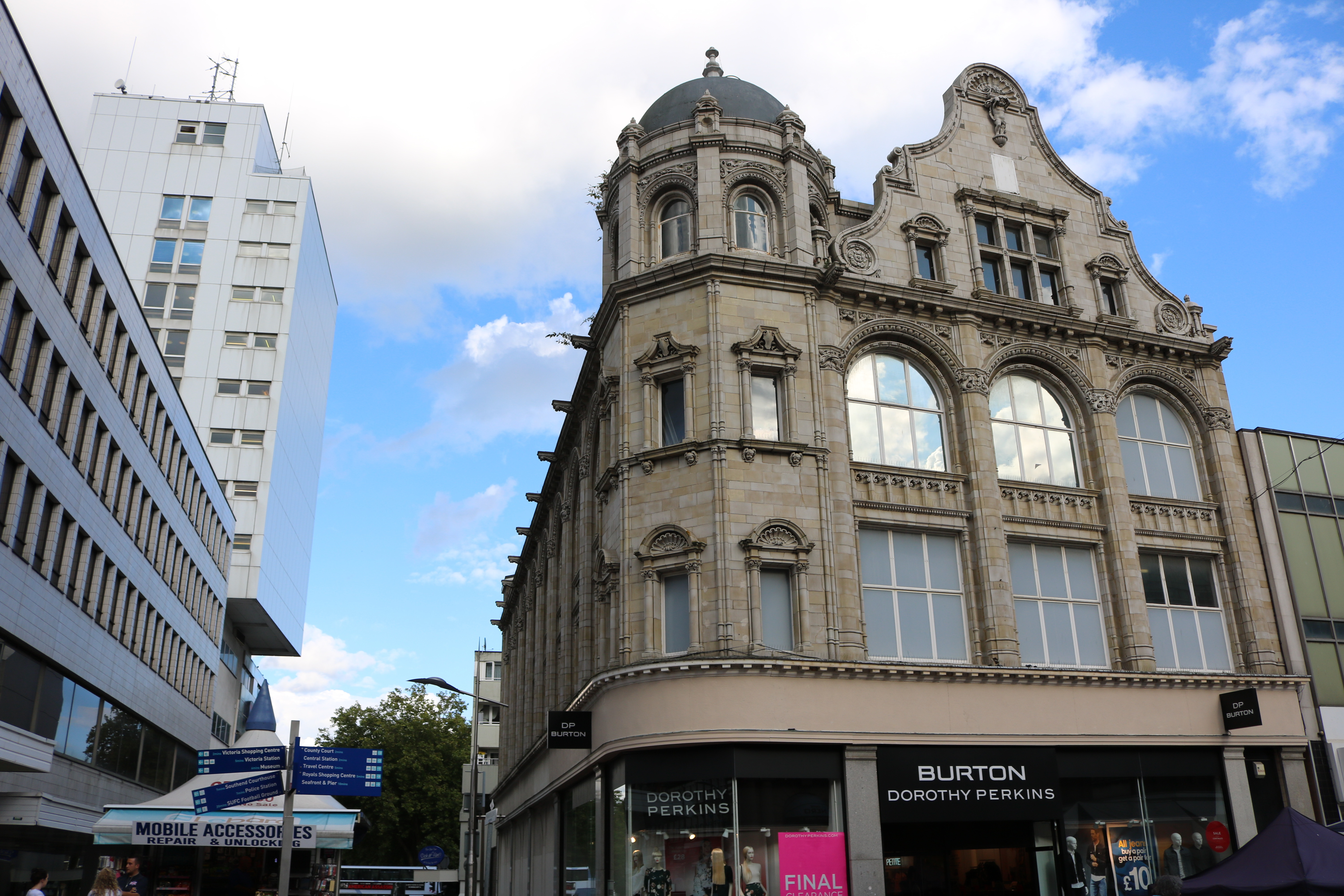
Maitland House linksachter

Naast Supa-Save werd er een grote uitbreiding van 35.000 vierkante voet aan de achterkant van de oorspronkelijke winkel toegevoegd, die met de oorspronkelijke winkel werd verbonden door een brug over en een tunnel onder Leather Lane. De ontwikkeling werd voltooid door Norwich Union en omvatte een kantoorgebouw genaamd Maitland House (naar de familienaam van de Keddie's) en een parkeerplaats. Deze werden ontworpen door de modernistische architecten Yorke Rosenberg Mardall, in wat het eerste gebouw was met hun alomtegenwoordige witte tegelstijl. De kosten van het project bedroegen £600.000. Het parkeersysteem voor auto's, dat gebruikmaakt van een lift en karretjes, werd in 1965 door het Architects Journal niet als een systeem met veel toekomst gezien. Keddies werd samen met Cole Brothers in Sheffield door RIBA gezien als de pioniers in het gebruik van brutalisme in de winkelarchitectuur. Een artikel over het ontwerp van het gebouw verscheen in de editie van oktober-december 1963 van Concrete Monthly, het tijdschrift van de Cement and Concrete Association. De ontwikkeling ontving in 1963 een Civic Trust Award. Maitland House was in 1969 de thuisbasis van KeyMed Medical & Industrial Equipment en tussen 1972 en 1996 was het de thuisbasis van de creditcardmaatschappij Access. Eind jaren zestig werd er een nieuwe winkel geopend in Queen Street, Colchester.
In 1970 werd Supa-Save gesloten vanwege concurrentie van supermarktketens die zich in Southend vestigden. Het oude gebouw werd in 1971 gesloopt en het warenhuis werd op de locatie uitgebreid, opnieuw ontworpen door Yorke Rosenberg Mardall. Yorke Rosenberg Mardall werd opnieuw ingehuurd toen de winkel in 1973 op de locatie van de oude National Provincial Bank moest worden uitgebreid. De ontwikkeling omvatte het verkrijgen van toestemming om Leather Lane te sluiten, dat het nieuwe en oude gebouw scheidde. Deze toestemming werd in 1975 verkregen en werd gebouwd door Bovis Construction voor £150.000. De uitbreiding omvatte een nieuwe bankhal voor de National Westminster Bank op de eerste verdieping, die bereikbaar was via roltrappen. De oorspronkelijke winkelpui werd bedekt met witte latten om het oude gebouw visueel te verbinden met het nieuwe betegelde gebouw. Slechts een paar kolommen bleven zichtbaar en werden blauw geverfd. In de jaren 1980 daagde Keddies Norwich Union voor de rechter vanwege problemen met de vloeren in de nieuwe gebouwen.
De onderneming groeide verder in de jaren 1970 door vestigingen te openen in Romford, na de aankoop van de locatie van de Hammerson-groep, en Stratford High Street (voormalige Boardmans-winkel). De meeste daarvan waren eind jaren 1980 al gesloten. De winkel in Stratford sloot in 1984 voordat deze werd gesloopt en plaats maakte voor Boardman House en de winkel in Colchester sloot in 1996. De winkel in Colchester bevond zich aan twee kanten van Queen Street, waarbij één kant nu is vervangen door Priory Walk, terwijl de oostkant bleef staan tot de gedeeltelijke sloop in 2017, waarbij het resterende gebouw werd omgebouwd tot een Curzon-bioscoop.
De eigenaar van de winkel, David Keddie, richtte in 1981 Essex Radio op en werd voorzitter van Essex Radio. Later werd dit Essex FM en daarna Heart Essex. Onder zijn volledige naam, Murray David Maitland Keddie, werd hij in 1986 High Sheriff of Essex.

## Modernisering en faillissement
In de jaren 1980 werd de winkel gemoderniseerd en opnieuw ingericht omdat men verwachte dat de handel zou toenemen, doordat meer winkels naar Southend zouden komen door de opening van het Royals Shopping Centre. De verwachtingen waren te optimistisch en   het bedrijf ging failliet. Op 26 februari 1996 werd de winkel na 104 jaar gesloten.

## Gebouw
Het gebouw werd gekocht door ontwikkelaars, die achter de gevel uit de jaren dertig wilden herbouwen; ze ontdekten echter dat de voorgevel zwaar beschadigd was door de toevoeging van de latten in de jaren 60. In plaats daarvan bouwden de ontwikkelaars een glasvezelexemplaar dat nog steeds in de High Street staat. Sinds de wederopbouw zijn er echter veel huurders geweest, waaronder Tesco, JJB Sports, GAP, Clintons, Republic, Superdrug, Sports Direct, USC en HMV. 
De achterkant van het gebouw, dat uitkijkt op Warrior Square, stond leeg tot begin jaren 2000 toen het werd omgebouwd tot een Travelodge, een bar, een restaurant en een nachtclub. 